# Lysikratesmonumentet

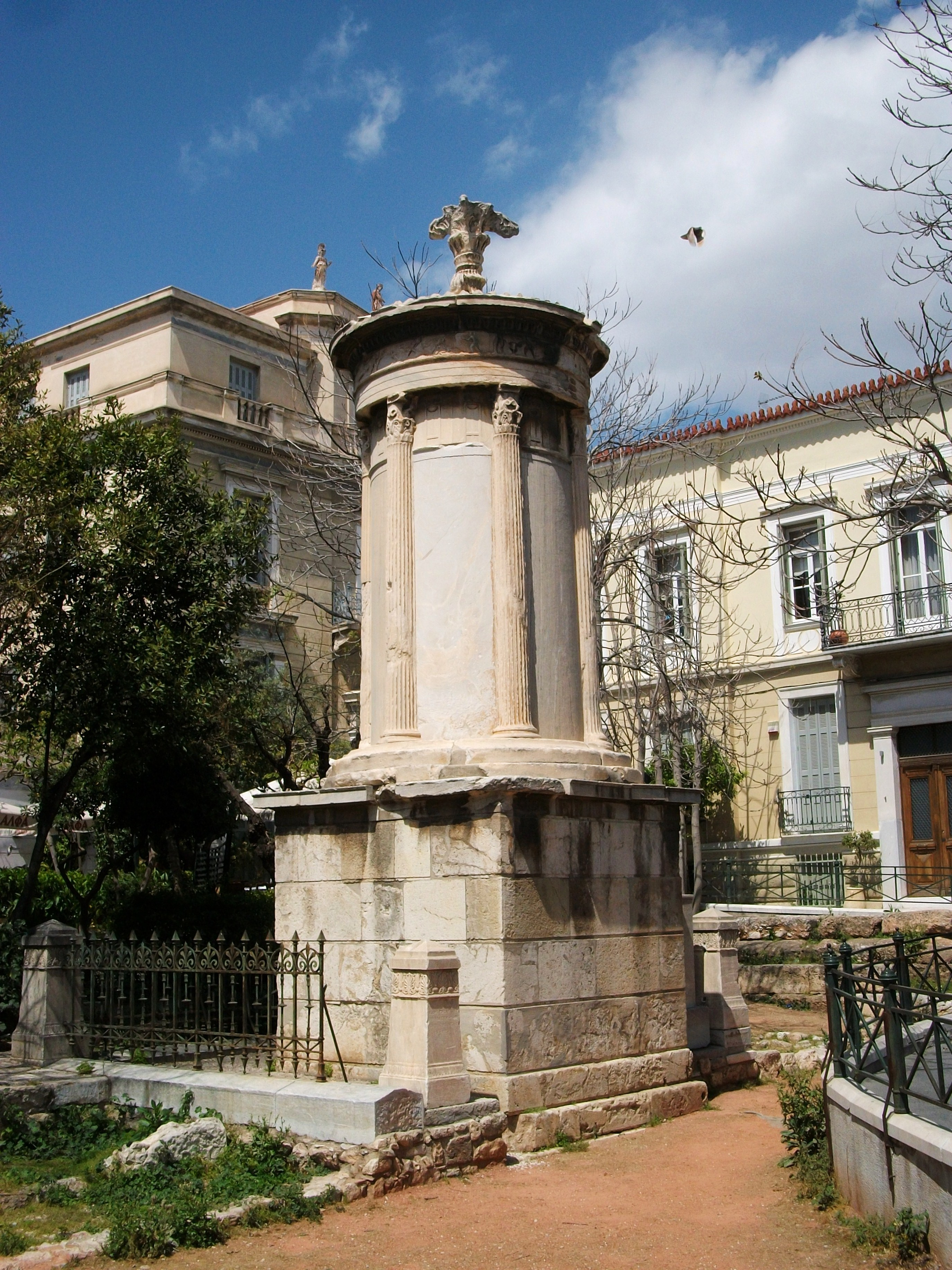
Lysikratesmonumentet i Aten.

Lysikratesmonumentet i Aten är ett monument utfört av atenaren Lysikrates 334 f.Kr. med anledning en seger som koreg, det vill säga en förmögen person som bekostar ett körevenemang.
Monumentet, som ännu står kvar, kallas även Demosthenes lykta, då enligt sägnen Demosthenes skulle ha låtit sig inneslutas i byggnaden för att få vara ostörd. Lysikratesmonumentet är ett av de första proven på fullt utbildad korintisk stil.